# Castelvecchio Pascoli
Castelvecchio Pascoli és una fracció de la comuna de Barga, a la província de Lucca, regió de Toscana, Itàlia. De Castelvecchio di Barga, va canviar el nom en honor del poeta Giovanni Pascoli (i de la seva germana Mariù), que van comprar aquí la casa Cardosi-Carrara.

## Monuments i museus
- Casa-Museu Pascoli